# Aetheanta fasciata
Aetheanta fasciata es un coleóptero de la familia Chrysomelidae. Fue descrita en 1988 por Medvedev.